# Lijst van hbo-studieverenigingen
In deze lijst van hbo-studieverenigingen staan de verschillende verenigingen behorende bij hoger beroepsonderwijs in Nederland, geordend per stad. Het betreft hier alleen studieverenigingen, géén studentenverenigingen. 
Zie de Lijsten van studentenverenigingen voor andere typen studentenverenigingen. Ook op aan universiteiten bestaan studieverenigingen. Zie: Lijst van universitaire studieverenigingen.

## Alkmaar
- Studievereniging Technische Bedrijfskunde - Technische Bedrijfskunde (Inholland)
- Werktuigbouwkundige Studievereniging 'James Prescott Joule' - Werktuigbouwkunde (Inholland)

## Amsterdam
- Affiliate - Communicatie (Hogeschool Inholland)
- SVAAA - Aviation Academy (HvA)
- Baksteen - Breitner Academie (AHK)
- BUILD - Built Environment (HvA)
- BSKA - Bestuurskunde (HvA)
- CODA - Conservatorium van Amsterdam (AHK)
- DNA - Docenten Natuurwetenschappen Amsterdam (HvA)
- E.V.A. - Excellentieprogramma (HvA)
- DEPOT - Reinwardt Academie (AHK)
- Focus - Economische opleidingen (HES)
- ForensX - Forensisch Onderzoek (HvA)
- IAM Core - Interactieve Media (HvA)
- JuristA - HBO-Rechten (HvA)
- LOGOS - Logistiek & Technische Vervoerskunde en Logistiek & Ecnomie (HvA)
- MIMagine - Media, Informatie & Communicatie (HvA)
- IAA Young Professionals - Commerciële opleidingen (HES)
- VENAE - Gezondheid (HvA)
- Visionair - Technische Bedrijfskunde (HvA)
- A.S.V. Prosperus - Business, Finance & Law (Inholland)

## Arnhem
- Amoras - Elektrotechniek, Embedded Systems Engineering, Industrieel Product Ontwerpen, Technische Bedrijfskunde en Werktuigbouwkunde. (HAN)
- Trifonius - Bouwkunde en Civiele Techniek (HAN)
- S.V. Xtend - Academie It & Mediadesign (HAN)

## Breda
- Motus - Mechatronica (Avans)
- BIOS - ICT & Business (Avans)
- BOLD - Communication & Multimedia Design (Avans)
- Comm.On - Communicatie (Avans)
- 't KAG - Facility Management (NHTV)
- Maurits - (Avans)
- Silicium - Elektrotechniek (Avans)
- Merlijn - Management Economie & Recht (Avans)
- Midas - Accountancy (Avans)
- OASE - Bedrijfseconomie (Avans)
- LINKED - Avans International School (Avans)
- Talpa - Chemie (Avans)

## Delft
- Ångström - Technische Natuurkunde (HHS)
- BG Delft - Technische Bedrijfskunde (HHS)
- Equinox - Technische Informatica | HBO-ICT, differentiatie: Network & Systems Engineering [1] (HHS)
- Fibonacci - Bedrijfswiskunde (HHS)
- FMC - Green Life Sciences en Informatica
- Impuls - Werktuigbouwkunde (HHS)
- Rheon - Elektrotechniek (HHS)
- Sipke Wynia - Luchtvaarttechnologie
- Kybernetes - Mechatronica (HHS)

## Den Haag
- Atlantis - Civiele techniek en Bouwkunde (HHS)
- Agora Student Union - International Public Management (HHS)
- SV Brainfood - De studievereniging voor Voeding en Diëtetiek (HHS)
- Haagse Studievereniging Trinitas (HSVTrinitas) - De faculteitsvereniging voor Bestuur, recht en veiligheid (HHS)
- Contractie - Bewegingstechnologie (HHS)
- HEBOS - Hogere Europese Beroepenopleiding (HHS)
- Heros Vitalis - HALO, sportkunde en PABO/HALO (HHS)
- Orbita - Economie (HHS)
- ProXcess - Process & Food Technology (voorheen: Chemische Technologie) (HHS)
- SIM - Studievereniging voor ICT & Media (HHS)
- StuVee - Studievereniging Sociaal Pedagogische Hulpverlening (HHS)
- Via Forma - Industrieel Product Ontwerpen (HHS)

## Deventer
- Balans - Financieel Economisch Management (FEM) (Saxion)
- CEMENTi - Academie Bestuur & Recht, Bestuurskunde, Hogere Juridische Opleiding, Integrale Veiligheidskunde, Management Economie en Recht, Sociaal Juridische Dienstverlening en de Academie Mens & Arbeid, Personeel en Arbeid (Saxion)
- ConnecTTerzake Deventer - BBT (Saxion)
- D.A.S. - Archeologie (Saxion)
- Hysteria Deventer - Verpleegkunde (Saxion)
- IAH - Internationale Agrarische Handel (Saxion)
- LABor - Biologie & Medisch Laboratoriumonderzoek en Chemie (Saxion)
- Planos - Ruimtelijke Ordening en Planologie (Saxion)
- Pro-ACT - Academie Creatieve Technologie (ACT) (Saxion)
- SOul - Stedenbouwkundig Ontwerpen (Saxion)
- TP+ - Toegepaste Psychologie (Saxion)

## Eindhoven
- BG Eindhoven - Bedrijfskunde
- FACT - Communicatie (Fontys)
- FOMAS - Marketing Management
- FOREAS - Vastgoed & Makelaardij
- High Density - Bedrijfskundige Informatica
- Iksrays - Medische Beeldvormende en Radiotherapeutische Technieken
- Interlink - Informatica en Technische Informatica
- Innovum - Engineering, waaronder Elektrotechniek en Werktuigbouwkunde (Fontys)
- MDE - Algemene economie
- PeAblo - Personeel en Arbeid
- Salve Mundi - Fontys ICT
- Sv. Planck - Toegepaste Natuurwetenschappen
- Priority - Technische Informatica
- Sv Stimulus - Paramedische Hogeschool
- Topsy - Toegepaste Psychologie
- Watoto - Pedagogiek
- Young Financials - Accountancy, bedrijfseconomie en fiscaal recht en economie
- Source - Human Resource Management

## Enschede
- Archimedes - Werktuigbouwkunde, Industrieel Product Ontwerpen, Mechatronica en Chemische Technologie (Saxion)
- Balans - Academie Financiën, Economie en Management (Saxion)
- CEMENTi - Academie Bestuur & Recht, Bestuurskunde, Hogere Juridische Opleiding, Integrale Veiligheidskunde, Management Economie en Recht, Sociaal Juridische Dienstverlening en de Academie Mens & Arbeid, Personeel en Arbeid (Saxion)
- Connectterzake - School of Business, Building & Technology. Studies: Technische Bedrijfskunde, Bouwtechnische Bedrijfskunde, Small Business & Retail Management en Bedrijfskunde 5 (Saxion)
- Construct - Bouwkunde en Civiele techniek (Saxion)
- Hysteria - Verpleegkunde en Gezondheid&Technologie (Saxion)
- IDent - Academie Life Science, Engineering & Design, Crime Science & Forensisch Onderzoek. (Saxion)
- LiNK - Academie Creatieve Technologie, Fashion and Textile Technologies, Creative Media and Game Technologies en Media Informatie Communicatie (Saxion)
- IManage - Academie Marketing & International Management (Saxion)
- Oxytoc - Academie Life Science, Engineering & Design, Biologie en Medisch Laboratoriumonderzoek en Chemie
- SAMM - Academie Mens & Maatschappij (Saxion)
- Sterck - Industrieel Product Ontwerpen (Saxion)
- Syntaxis - Academie Creatieve Technologie, Informatica, IT Service Management, Bedrijfskundige Informatica en HBO-ICT (ontstaan door samenvoeging Eniac en Missing Link) (Saxion)
- Tuks - Academie Creatieve Technologie, Software Development (Saxion)
- Tabula Rasa - Fysiotherapie, Podotherapie (Saxion)
- Trias Loci - Academie Ruimtelijke Ordening & Bouw, Vastgoed & Makelaardij (Saxion)
- WATT - Technische Natuurkunde, Elektrotechniek, Nanotechnologie, Mechatronica  (Saxion)

## Groningen
- SV Tapp - Werktuigbouwkunde (Hanze)
- IBS-U - International Business and Languages (Hanze)
- Ad Legem - Rechtenstudies (Hanze)
- Avoir Fiscal - Fiscale Economie (Hanze)
- Check - Accountancy (Hanze)
- Cura - Verpleegkunde (Hanze)
- Dices - Logopedie (Hanze)
- Equilibrium - Life Science & Technology (Hanze)
- Ergasia - Human Resource Management (Hanze)
- Exploratio - Medisch Beeldvormende en Radiotherapeutische Technieken (Hanze)
- Facides Dione - (International) Facility Management (Hanze)
- FOMAR - Food & Business (Hanze)
- Fysiek - Fysiotherapie (Hanze)
- Gente - Toegepaste Psychologie - Applied psychology (Hanze)
- Hestia - Architectuur, Bouwkunde & Civiele Techniek (Hanze)
- HMV Actis - Marketing & Management (Hanze)
- HSE Faktor - Bedrijfeconomie & Financial Services Management (Hanze)
- Homerus - Management, Economie en Recht (Hanze)
- HIT Society - Hanze Institute of Technology (Hanze)
- KIC - Communicatie, Communicatiesystemen, IDM / Media en Informatiemanagement, International Communication (Hanze)
- Linkit - Industrieel Product Ontwerpen / Human Technology (Hanze)
- Le Baso - Pedagogische Academie (Hanze)
- Mesacosa - Instituut voor Sportstudies (Hanze)
- Realtime - Informatie- en Communicatietechnologie (Hanze)
- Scopus - Technische Bedrijfskunde (Hanze)
- Structuur - Personeel, Management & Organisatie (Hanze)
- Villa '96 - Vastgoed en Makelaardij (Hanze)
- Vedi - Voeding & Diëtetiek (Hanze)

## Haarlem
- Movemental - Sportkunde (Inholland)
- Huber Hencky - Werktuigbouwkunde (Inholland)
- Lepidoptera - Informatica (Inholland)
- Personalia - Social Work (SPH, MWD, PABO) (Inholland)
- Röntgenius - Medisch Beeldvormende en Radiotherapeutische Technieken (Inholland)
- Virplaca - Bouwkunde en Civiele Techniek (Inholland)
- Creatrix Populus - Media en Entertaiment Management & International Music Management (Inholland)

## Heerlen
- Antares - Life Sciences
- BG Heerlen - Technische Bedrijfskunde
- SVFM - Facility Management
- Woord & Daad - Alle studierichtingen

## 's-Hertogenbosch
- S.V. Concat - Informatica (Avans)
- Annexis - Civiele Techniek (Avans)
- La Divina Commedia - Sociale Studies (Avans)
- s.v. The Resistance - Technische Informatica & Elektrotechniek (Avans)
- Het Koppel - Werktuigbouwkunde (Avans)
- Optimum - Technische bedrijfskunde (Avans)
- s.v. Collegium - Bestuurskunde (Avans)
- SV Revenue - Accountancy en Bedrijfseconomie (Avans)
- Talpa - Chemie (Avans)
- S.V. Communis - Commerciële Economie en International Business (Avans)

## Leeuwarden
- Animoso - Diermanagement (Van Hall Larenstein)
- Cocktail - Bouwkunde, Civiele Techniek en Verkeerskunde (NHL Hogeschool)
- Hallieu - Milieukunde, Milieumanagement (Van Hall Larenstein)
- Ingspe - Dier- en Veehouderij, Diergezondheidszorg en Tuin- en Akkerbouw (Van Hall Larenstein)
- Medusa - Kust- en Zeestudies (Van Hall Larenstein)
- Navigo Ergo Sum - Maritieme Techniek (Scheepsbouwkunde) (NHL Hogeschool)
- SV Nobel - Lerarenopleidingen Biologie, Natuurkunde, Scheikunde en Wiskunde (NHL Stenden Hogeschool)
- Reboot - Hogere Informatica en MDT (NHL Hogeschool)
- ReHoLiTaS - Voedingsmiddelentechnologie (Van Hall Larenstein)
- SV RUN CMD - Communication & Multimedia Design (NHL Hogeschool)
- Trias Politica - Bestuurskunde / Overheidsmanagement, Integrale Veiligheid, European Studies, Recht, Thorbecke Academie (NHL Hogeschool)
- COMmunity - Communicatie (NHL Hogeschool)
- Hospitality Network for Students - Hotelmanagement (NHL Hogeschool)

## Leiden
- Epione - Verpleegkunde (HL)
- Artemisia - Sociaal Kunstzinnige Therapie (HL)
- Exon - Bio-Informatica (HL)
- Syntax - Informatica (HL)
- MensSana - Toegepaste Psychologie (HL)
- Scola - Pabo (HL)
- SSW Leiden - Social Work (MWD & SPH) (HL)
- SV Nucleus - Biologie & Medische Laboratoriumonderzoek en Chemie (HL)
- Vice Versa - Communicatie (HL)

## Maastricht
- Nobilis Sodalitas - Hotelmanagement, 'Toerisme en Events' en 'Business & Communication' (Business School Notenboom)

## Nijmegen
- S.V. Tri Movere - Studievereniging sport en bewegen (HAN)
- SV Procura - Studievereniging Logistics Management (HAN)
- Fabulinus - Lerarenopleidingen Biologie, Natuurkunde, Scheikunde en Wiskunde (HAN)
- SV Gusto - Studievereniging Food & Business (HAN)
- NOPFY - Opleiding Fysiotherapie, Ergotherapie, Logopedie en Voeding & Dietetiek (IPS) (HAN)
- SVSB - Studievereniging Small Business, Opleiding Small Business & Retail Management (HAN)
- SV Plexus - Studievereniging HBO-Verpleegkunde (IVS) (HAN)
- SV CEnter - Studievereniging Commerciële Economie (HAN)
- SV Nexus - Studievereniging Bedrijfskunde (HAN)
- S.V. Xtend - Academie It & Mediadesign (HAN)
- SV Meesterlijk - Lerarenopleiding basisonderwijs (HAN)
- SV RUIS - Studievereniging Communicatie (HAN)

## Rotterdam
- ARES - Vastgoed en Makelaardij
- Digitalis - Informatica
- Hysteresis - Elektrotechniek en Werktuigbouwkunde
- Just In Business - Student-ondernemers
- LEX - Rechten & SJD opleidingen
- Satis - Bèta opleidingen
- Sotto Prodotto - Industrieel Productontwerpen
- Triple Media - Media opleidingen
- YEBA - Accountancy, Bedrijfseconomie, Fiscaal Recht en Economie en Financial Service Management
- Mariteam - hogeschool voor de zeevaart
- Sconfinato - Logistiek en Technische Vervoerskunde
- ROERVLO (Rotterdamse en regionale vereniging laboratorium onderwijs) - Chemie en Biomedisch laboratoriumonderzoek
- Rotterdamse Studievereniging Logistiek - Logistiek en Economie
- Rotterdam International Students Association - Internationale studies van de Rotterdam Business School
- S.V. Ascendere - Business IT & Management
- S.V. Carmentis - Verloskunde
- Ut Navem Futuri Creemus - Scheepsbouwkunde
- VECTOR - Civiele Techniek

## Sittard
- Archimedes - Scheepsbouwkunde
- De Fonss - Lerarenopleiding
- De Tafel - Academie van Bouwkunst
- FE360 - Werktuigbouwkunde
- PeAblo - Personeel en Arbeid
- Sotto Prodotto - Industrieel Productontwerpen

## Tilburg
- Bedrijfskundig Genootschap Tilburg - Fontys Hogeschool BEnT
- CHECK - Fontys Hogeschool Communicatie
- CILG - Fontys Sporthogeschool (ALO)
- ARTEM - Fontys Academy for Creative Industries
- IERA - Fontys ICT
- Omnia Beta - Wiskunde, natuurkunde en andere beta-vakken
- SV Lingua - alfa docentenopleidingen (Engels en andere alfa-vakken)
- PeAblo - Personeel en Arbeid
- RAAK - Fontys Hogeschool Journalistiek
- Triade - Communicatie, EMM en IBL

## Utrecht
- Ad Interim - Theologie (Fontys Hogeschool Theologie en Levensbeschouwing)
- AFU (Art Fututre Utrecht) - Kunst en Economie (HKU)
- Arch - Instituut Archimedes, lerarenopleidingen voortgezet onderwijs (HU)
- BG Utrecht - Technische Bedrijfskunde (HU)
- CABO - ci.nl (HU)
- Codex - HBO Rechten en Sociaal-Juridische Dienstverlening (HU)
- Escape - International Communication and Media (HU)
- Sv. Ingenium - Instituut Engineering en Design (IED) opleidingen: Technische Bedrijfskunde, Elektrotechniek en Werktuigbouwkunde (HU)
- Sv Vesta - Integrale Veiligheidskunde (HU)
- LeF - Journalistiek (HU)
- MAD - Communicatie en Media Design (HU)
- Micros - Werktuigbouwkunde IPD (HU)
- Paramedus - Faculteit gezondheidszorg (HU)
- Pecunia - Economie en Management (HU)
- Pharos - Bouwnijverheid (HU)
- S!GN - Product Design & Engineering (HU)
- SROT - Algemene Operationele Techniek (HU)
- StuRa Domstad - PABO (Hogeschool Domstad)
- V.V.S. Uranymus - Life Sciences & Chemistry (HU)
- S.v Haerem - Human Resource Management (HU)
- U.T.V - Bouwkunde, Civiele Techniek, Ruimtelijke Ordening en Planologie, Bouwtechnische Bedrijfskunde. (HU)
- UVIS - Informatica (HU)
- Vesta - Integrale Veiligheidskunde (HU)
- VET - Elektrotechniek en Telematica (HU)
- VIA - Industriële Automatisering (HU)
- Stichting Vox (voorheen: Stichting Confetti) - Communicatiemanagement, Bedrijfscommunicatie en Eventmanagement (HU)
- Zappa - Kunst en Economie (HKU)

## Velp
- ELASA - European Landscape Architecture
- LaarX - Bos- en Natuurbeheer (Hogeschool Van Hall Larenstein)
- WEBUCO - Buitenlandse Cultuur en Ontwikkelingssamenwerking

## Venlo
- DaVinci - Technische opleidingen (Fontys Hogescholen)

## Vlissingen
- Blauwdruk - Engineering (HZ University of Applied Sciences)

## Zwolle
- beACtive - Accountancy (Windesheim)
- Nervi - Bouwkunde, Civiele Techniek, Verkeerskunde en Logistiek & Technische vervoerskunde (Windesheim)
- Vestuvalo - CALO (Windesheim)
- Waltertje - Journalistiek (Windesheim)
- Varias Vias - Geschiedenis (Windesheim)
- Infano - Pedagogiek (Windesheim)
- Eudeimon - PABO(KPZ)
- Peer2Peer - HBO-ICT (Windesheim)
- ZSR Boreas (Windesheim)